# Рыбацкий Залив
Рыба́цкий Зали́в, Рыбачий Залив, Сарыбас или Рыбачье — водохранилище в дельте Амударьи, устроено в 1974 году на месте бывшего Рыбацкого залива для смягчения последствий снижения уровня Аральского моря. Расположено к востоку от города Муйнак. В переводе с каракалпакского Сарыбас — «жёлтая голова».
Питание осуществляется от Кунград-Муйнакской системы каналов (каналы Главмясо и Кабулбай). Сброс излишков воды происходит по каналу Гончак с севера. В 2001 году размеры озера составляли 8 на 6,6 километров при глубине, равной 2,5 метра и высоте над уровнем моря 51,9 метра. Площадь водной поверхности по состоянию на 4 августа 2002 года равнялась 5513,1 га. Прибрежные биоценозы представлены тростниковыми зарослями.
В 1974 году высохший Рыбацкий залив был ограждён дамбами с севера и запада для накопления речной воды. Для сохранения уровня воды в начале 2000-х на северном берегу озера была построена грунтовая дамба протяжённостью около 10 км.